# Horama tibialis
Horama tibialis là một loài bướm đêm thuộc phân họ Arctiinae, họ Erebidae.